# Bourguyia trochanteralis
Bourguyia trochanteralis is een hooiwagen uit de familie Gonyleptidae. De originele naamcombinatie (protoniem) was Caldasius trochanteralis Roewer 1930.